# Nesobasis heteroneura
Nesobasis heteroneura är en trollsländeart som beskrevs av Tillyard 1924. Nesobasis heteroneura ingår i släktet Nesobasis och familjen dammflicksländor. Inga underarter finns listade i Catalogue of Life.